# AMV Video
AMV – format plików wideo, stworzony specjalnie dla odtwarzaczy MP3/MP4/MTV typu S1. Pomimo słowa „MP4” znajdującego się w opisie takich urządzeń, plik AMV nie jest plikiem w formacie MP4.
W porównaniu z innymi formatami współczynnik kompresji jest niski, ale ponieważ obraz wideo ma niską rozdzielczość i wartość FPS, pliki AMV są mniejsze np. od DVD/VCD (biorąc pod uwagę ilość bajtów przypadającą na minutę trwania wideo). Kodowanie i dekodowanie zawartości mniej obciąża procesor urządzenia, niż w przypadku innych typów plików, ze względu na nieznaczny stopień kompresji. Zaletami tego jest m.in. szybsze kodowanie (generowanie) pliku AMV, dłuższy czas pracy urządzenia przenośnego na baterii.
Przykładowo (opierając się na typowych wartościach lub przybliżeniach):
(przyjęto, że plik AMV zawiera obraz wideo trwający 30 minut, o wymiarach 128 × 96 pikseli, szybkości FPS 12 klatek na sekundę oraz dźwięk monofoniczny MP3 o częstotliwości próbkowania 22050 kHz – dźwięk zajmuje maksymalnie 10 MB, obraz ok. 70 MB, łącznie na sekundę zawartości przypada około 40 000 bajtów).
| format          | przybliżony bitrate | rozdzielczość (piksele)   | wartość FPS | ilość pikseli na sekundę | ilość pikseli na bajt |
| --------------- | ------------------- | ------------------------- | ----------- | ------------------------ | --------------------- |
| AMV             | 40,000 B/s          | 128 × 96 = 12 288         | 12 fps      | 147 456                  | około 3,5             |
| DVD (MPEG2-PAL) | > 1000 000 B/s      | 704 × 576 = około 400 000 | 25 fps      | około 10 000 000         | około 10              |

Aplikacje obecnie umożliwiają tworzenie plików AMV o typowych wymiarach obrazu wideo 
- 96 × 64, 128 × 96, 128 × 128, 160 × 120, 176 × 128, 176 × 144, 192 × 160, 208 × 120, 208 × 160, 208 × 176; wartości FPS 8, 12 i 16 klatek na sekundę (odpowiadających jakości obrazu niskiej, średniej i wysokiej), które odpowiadają wyświetlaczom o przekątnych od 1,2 do 1,5 cala.

Obecnie nowsze modele odtwarzaczy są wyposażone w wyświetlacze LCD o przekątnej 2 cale. Zazwyczaj są one o rozdzielczości ok. 208 × 176 pikseli.